# Iproute2
iproute2 è una collezione di tool a riga di comando per il controllo del networking e del traffico di rete, sia IPv4 che IPv6. È sviluppato da Stephen Hemminger. L'autore originale, Alexey Kuznetsov, era responsabile dell'implementazione di QoS nel kernel Linux.
iproute2 ha lo scopo di rimpiazzare un intero set di software Unix (a cui ci si riferisce spesso con il termine "net-tools"), precedentemente utilizzato per la configurazione delle interfacce di rete, tabelle di route e per la gestione delle tabelle ARP. Tali tool non erano più aggiornati dal 2001.
| Legacy utility | Obsoleted by               | Note                                |
| -------------- | -------------------------- | ----------------------------------- |
| ifconfig       | ip addr, ip link, ip -s    | Indirizzo e configurazione del link |
| route          | ip route                   | Tabelle di routing                  |
| arp            | ip neigh                   | Vicini                              |
| iptunnel       | ip tunnel                  | Tunnel                              |
| nameif         | ifrename, ip link set name | Rename del link                     |
| ipmaddr        | ip maddr                   | Multicast                           |
| netstat        | ip -s, ss, ip route        | Visualizza statistiche di rete      |

iproute2 unifica la sintassi di questi vari comandi, che si sono evoluti durante i molti anni dello sviluppo di Unix. La sintassi di iproute2 è molto semplice e più consistente tra tutte le funzioni che fornisce, emulando tra l'altro la sintassi del sistema operativo Cisco IOS.